# شريف أسعد صبوح
شريف أسعد صبوح (1948 - 2022) هو مُربٍّ فلسطيني بارز وناشط اجتماعي، وأحد الشخصيات الوطنية المعروفة في مدينة نابلس، يُعرف بدوره المؤثر في قطاع التربية والتعليم والعمل الخيري، كما يُعد والد الأسير الفلسطيني شادي صبوح والشهيد إسلام صبوح، ما أكسبه مكانة رمزية في المجتمع المحلي.

## النشأة والتعليم
وُلد شريف أسعد صبوح عام 1948 في مدينة نابلس، في بيئة فلسطينية محافظة تؤمن بقيم العلم والانتماء الوطني. تلقّى تعليمه الأساسي والثانوي في مدارس المدينة، وتميّز منذ شبابه بالانضباط والجدية في الدراسة، مما أهّله لاحقًا للانخراط في سلك التعليم، الذي كان آنذاك من أنبل المهن وأكثرها تأثيرًا في المجتمع الفلسطيني.

## المسيرة المهنية
عمل شريف صبوح في قطاع التعليم مدرسًا لعدة سنوات، وكان من المعروفين بانضباطهم المهني، حيث كرّس جهده لتنشئة أجيال من الطلبة على القيم التربوية والوطنية. وقد عُرف عنه الإخلاص في أداء رسالته التربوية، والتعامل بروح الأبوة مع طلابه، مما جعله محل احترام وتقدير داخل المجتمع التربوي في نابلس. ساهم من خلال عمله في بناء بيئة تعليمية محفزة، وسعى إلى غرس روح الانتماء لدى الطلبة رغم التحديات السياسية والاجتماعية.

## النشاط الاجتماعي والوطني
تميّز صبوح بدور بارز في الحياة الاجتماعية، حيث شارك في عدد من المبادرات الخيرية واللجان المجتمعية التي تهدف إلى تعزيز التضامن الأهلي. وكان عضوًا فاعلًا في أكثر من إطار تطوعي محلي، مهتمًا بشؤون التعليم والدعم النفسي والاجتماعي للعائلات المتضررة من الاحتلال الإسرائيلي. كما كان أحد الأصوات الداعية إلى التمسك بالهوية الوطنية، خاصة في ظل ما تمرّ به المدينة من حصار واقتحامات متكررة.

## عائلته
كان شريف صبوح مثالًا للأب الفلسطيني المناضل. فقد استُشهد نجله إسلام صبوح خلال اشتباك مسلح مع قوات الاحتلال، فيما يقبع ابنه الآخر شادي صبوح في سجون الاحتلال، ما جعل عائلته نموذجًا لمعاناة الأسر الفلسطينية المناضلة. وقد عبّر في لقاءات متفرقة عن فخره بأبنائه، معتبرًا أن فلسطين تستحق كل تضحية، وأن صبر العائلات هو أحد أوجه المقاومة الوطنية.

## وفاته
توفي شريف أسعد صبوح في عام 2022، بعد مسيرة حافلة بالعطاء التربوي والاجتماعي. وقد نُعيَ من قبل شخصيات ومؤسسات فلسطينية، وذُكر اسمه في بيانات نعي كثيرة، أكّدت على أثره في الحقلين التربوي والاجتماعي، وعلى تضحيات عائلته التي تجسّد معاناة شعب بأكمله.

## إرثه وتأثيره
يُعتبر صبوح من الشخصيات التي ساهمت في تشكيل الوعي المجتمعي في نابلس، خصوصًا من خلال التزامه بالتعليم والعمل الأهلي. ترك أثرًا طيبًا في نفوس من عرفوه، سواء من زملائه أو طلابه أو الجيران. وتحمل سيرته أبعادًا إنسانية ووطنية، جعلته رمزًا يحتذى به في زمن التحولات السياسية والاجتماعية.